# Eritronolid sintaza
Eritronolid sintaza (EC 2.3.1.94, eritronolid kondenzujući enzim, malonil-KoA:propionil-KoA maloniltransferaza (ciklizacija), eritronolidna sintaza, malonil-KoA:propanoil-KoA maloniltransferaza (ciklizacija), dezoksieritronolidna B sintaza, 6-dezoksieritronolidna B sintaza, DEBS) je enzim sa sistematskim imenom propanoil-KoA:(2S)-metilmalonil-KoA maloniltransferaza (ciklizacija). Ovaj enzim katalizuje sledeću hemijsku reakciju
propanoil-KoA + 6 (2S)-metilmalonil-KoA + 6 NADPH + 6 H+ {\displaystyle \rightleftharpoons } 6-dezoksieritronolid B + 7 KoA + 6 2 +2O + 6 NADP+
Produkt, 6-dezoksieritronolid B, sadrži 14-člani laktonski prsten. On je intermedijer u biosintezi eritromicinskih antibiotika.

## Literatura
- Nicholas C. Price; Lewis Stevens (1999). Fundamentals of Enzymology: The Cell and Molecular Biology of Catalytic Proteins (Third изд.). USA: Oxford University Press. ISBN 019850229X.
- Eric J. Toone (2006). Advances in Enzymology and Related Areas of Molecular Biology, Protein Evolution (Volume 75 изд.). Wiley-Interscience. ISBN 0471205036.
- Branden C; Tooze J. Introduction to Protein Structure. New York, NY: Garland Publishing. ISBN 0-8153-2305-0.
- Irwin H. Segel. Enzyme Kinetics: Behavior and Analysis of Rapid Equilibrium and Steady-State Enzyme Systems (Book 44 изд.). Wiley Classics Library. ISBN 0471303097.

## Spoljašnje veze
- Erythronolide+synthase на 